# 声・社会民主主義
声・社会民主主義またはフラス（スロバキア語: Hlas - sociálna demokracia）は、スロバキア共和国の社会民主主義・左翼ナショナリズム政党である。
2020年、左派政党「方向・社会民主主義」の元首相ペテル・ペレグリニ率いる反主流派によって結成された。2022年10月に欧州社会党（PES）の準加盟政党として承認されたが、その後2023年10月に加盟資格が停止された。